# Marwa Amri
Marwa Amri (Túnis, 8 de janeiro de 1989) é uma lutadora de estilo-livre tunisiana, medalhista olímpica.

## Carreira
Amri competiu na Rio 2016, na qual conquistou a medalha de bronze, na categoria até 58 kg.